# Stankovce
Stankovce (in ungherese Sztankóc) è un comune della Slovacchia facente parte del distretto di Trebišov, nella regione di Košice.